# توني غارنييه
توني غارنييه (بالفرنسية: Tony Garnier ؛ 1869-1948) معماري ومخطط حضري فرنسي. اشتهر في بلاده وتحديدا في مدينة ليون، حيث صمم عدد من مبانيها الهامة. ويُعتبر غارنييه، رائد العمارة الفرنسية في القرن العشرين.

## السيرة المهنية
وُلد غارنييه في ليون بمقاطعة رون ألب في فرنسا في 13 آب/ أغسطس 1869. تعلم الرسم والرسم الهندسي في المدرسة التقنية في ليون (1883-86)، ثم درس العمارة في المدرسة الوطنية للفنون الجميلة في ليون (1886-89). في عام 1899، ربح جائزة "Prix de Rome" لتصميمه بنكا وطنيا. وقد مكنته الجائزة من أن يسكن في روما لأربعة أعوام، حتى 1904.
استمر غارنييه في عشرينيات القرن العشرين بالعمل على عدد من المشاريع الكبرى التي بدأت بعد انتهاء الحرب العالمية الأولى. وقد تأثر به عدد من المعماريين الكبار مثل لو كوربوزييه، بعد تصميمه للمدينة الصناعية. وقد انتقل في 1939 من ليون إلى منطقة "Roquefort-la-Bédoule" في مقاطعة ألب كوت دازور الفرنسية، حيث توفي في 19 كانون الثاني/ يناير 1948.

## أعمال مختارة
- المدينة الصناعية، 1904
- إسكان مؤسسة روتشلد، باريس، 1905
- مستشفى غرانج-بلانش (الآن مستشفى إدوارد هريوت)، ليون، 1905-1924
- فيلا توني غارنييه، ليون، 1910-1927
- ستاد دي غيرلاند البلدي، ليون، 1914-1918
- حي الولايات المتحدة، ليون، 1919-1935
- فيلا غروس، سانت ديدييه، 1921

## جاليري

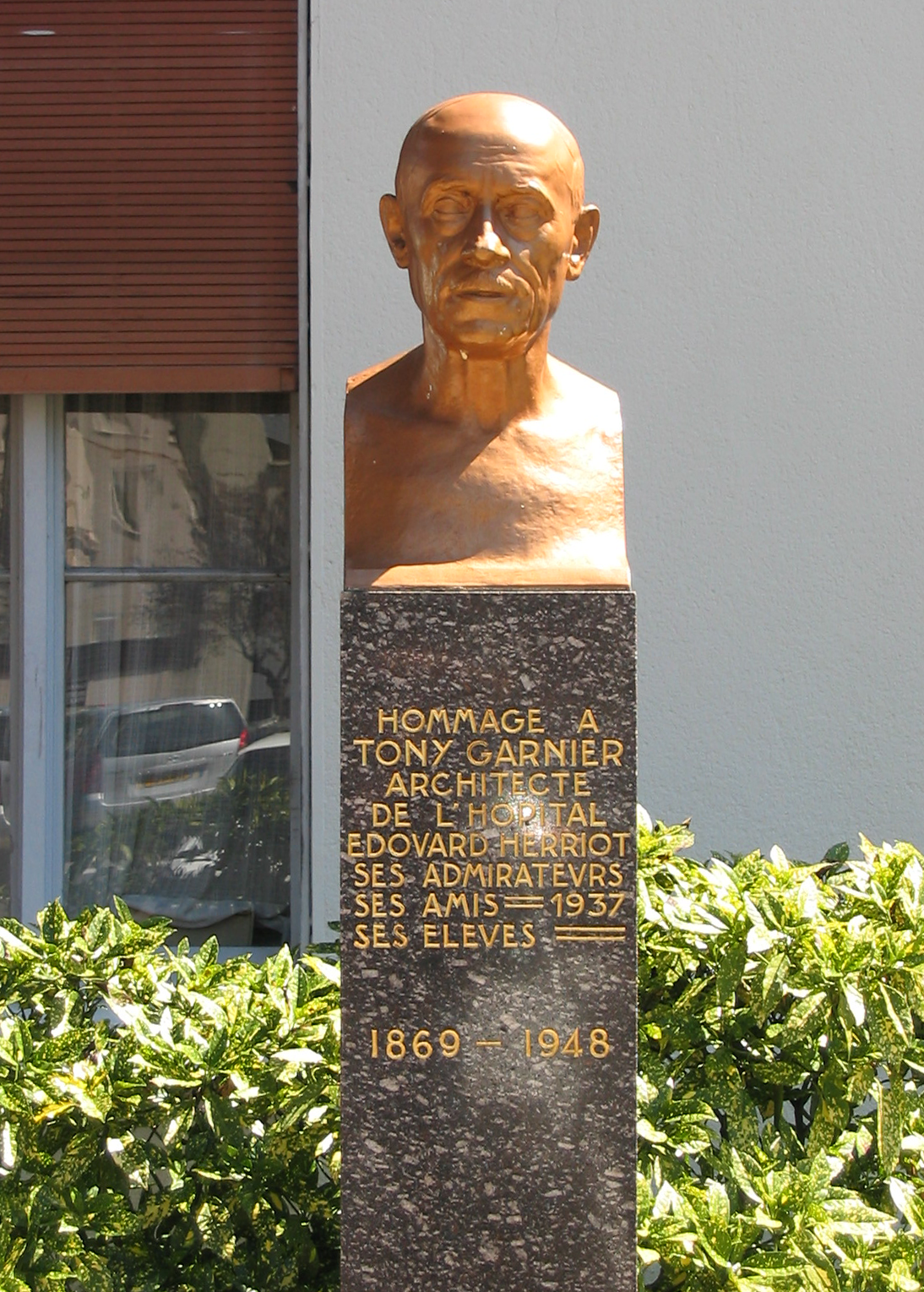

## وصلات خارجية
- توني غارنييه على موقع الموسوعة البريطانية (الإنجليزية)
- توني غارنييه على موقع أوليمبيديا (الإنجليزية)

- الموقع الإلكتروني لمتحف غارنييه
- مدينة غارنييه الصناعية
- لا هالي - أحد مباني غارنييه